# 圆锥猪笼草
圆锥猪笼草（学名：Nepenthes paniculata）可能是新几内亚多尔曼·托普山（Mount Doorman Top）特有的热带食虫植物。其种加词“paniculata”来源于拉丁文“panicula”，意为“圆锥花序”。其存在于山脊顶部海拔约1460米的苔藓森林中。
尚未发现关于圆锥猪笼草的自然杂交种。也未发现任何变种和变型。
1994年，安德烈亚斯·维斯图巴、H·里舍（H. Rischer）、W·鲍姆加特尔（B. Baumgartl）和B·基斯特勒（B. Kistler）去往多尔曼·托普山顶部寻找圆锥猪笼草，但除了找到蓝姆猪笼草（N. lamii，之后发现实为维耶亚猪笼草）和大猪笼草（N. maxima）外，并没有找到任何其他的猪笼草。
2013年，一只由霍尔格·戈斯纳（Holger Gossner）、 托马斯·格罗内迈尔（Thomas Gronemeyer）、大卫·马利诺夫斯基（David Marwinski）、斯图尔特·麦克弗森、马里厄斯·米歇勒（Marius Micheler）、约阿希姆·那兹、安德烈亚斯·维斯图巴及乌尔斯·齐默尔曼（Urs Zimmermann）组成的队伍对圆锥猪笼草进行再次的考察。这次考察第一次观察到了圆锥猪笼草的下位笼，其类似于美林猪笼草（N. merrilliana）及其他产自菲律宾的相关物种。

## 扩展阅读
- B·H·丹瑟专著：圆锥猪笼草（页面存档备份，存于）
- 食虫植物照片搜寻引擎中 圆锥猪笼草的照片（页面存档备份，存于）

 维基共享资源上的相關多媒體資源：圆锥猪笼草
 維基物種上的相關：圆锥猪笼草